# Рохо, Родриго
Родриго Рохо Пиассе (исп. Rodrigo Rojo Piazze; род. 21 июля 1989, Монтевидео) — уругвайский футболист, защитник.

## Биография
Рохо — воспитанник клубов «Ривер Плейт Монтевидео» и Рампла Хуниорс. В матче против «Серро» он дебютировал в составе последнего в уругвайской Примере. 3 марта 2012 года в поединке против столичного «Расинга» Родриго забил свой первый гол за «Рампла Хуниорс». Летом того же года он перешёл в столичный «Феникс». 26 августа в матче против «Пеньяроля» Рохо дебютировал за новую команду. 2 марта 2014 годы «Монтевидео Уондерерс» Родриго забил свой первый гол за «Феникс».
Летом 2014 года Рохо переехал в Европу, подписав пятилетний контракт с льежским «Стандардом». Для получения игровой практики он сразу же был отдан в аренду в венгерский «Уйпешт». 23 августа в матче против «Пакша» Родриго дебютировал в чемпионате Венгрии. 19 ноября в поединке Кубка венгерской лиги против «Вашаша» он забил свой первый гол за «Уйпешт». В начале 2015 года Рохо был отдан в аренду в «Сент-Трюйден», но на поле в его составе так и не вышел.
Летом 2015 года Родриго вернулся в «Феникс», но сыграв за бывший клуб несколько матчей перешёл в «Суд Америка». 7 февраля в матче против «Дефенсор Спортинг» Рохо дебютировал за новую команду. Летом 2016 года он перешёл в парагвайскую «Олимпию». 16 июля в матче против «Рубио Нью» Родриго дебютировал в парагвайской Примере. В начале 2017 года Рохо перешёл в «Насьональ». 6 февраля в матче против «Депортиво Капиата» он дебютировал за новую команду.
В начале 2018 года Рохо перешёл в «Пеньяроль». 10 марта в матче против «Бостон Ривер» он дебютировал за новую команду. 5 мая в поединке против «Дефенсор Спортинг» Родриго забил свой первый гол за «Пеньяроль».

## Достижения
«Пеньяроль»'
- Чемпион Уругвая: 2018
- Обладатель Суперкубка Уругвая: 2018